# 泡泡園區
泡泡園區或泡泡聯盟是NBA為了保護球員遠離2019冠状病毒病疫情，並順利進行2019–20年賽季例行賽的剩餘八場賽事和整個2020年NBA季後賽，在美國佛羅里達州奧蘭多华特迪士尼世界所設立的隔離賽區。NBA的30支球隊有22支球隊受邀參賽，比賽在ESPN體育大世界園區閉門開打，而22支球隊需入住華特迪士尼世界的飯店。
2019–20年賽季在2020年3月11日因2019冠状病毒病疫情停賽，泡泡園區是NBA為了重啟2019–20年賽季而投入19億美元的投資，最終透過收入收回約15億美元之成本。NBA於6月批准在華特迪士尼世界復賽的計畫，邀請22支球隊參加，包括停賽前距離第8名隊伍勝差6場以內的球隊。雖然泡泡園區最初收到來自球員與教練的不同迴響，但各隊合作利用泡泡園區作為「Black Lives Matter」的發聲平台。
7月下旬在泡泡園區中進行三場熱身賽，受邀的22支球隊接著開打8場種子賽，以此決定季後賽的種子排名。季後賽在8月17日展開，NBA總決賽則於9月30日開始。賽季在10月11日洛杉矶湖人以六場擊敗迈阿密热火後結束。從2019–20年賽季復賽開打到NBA總決賽結束，參加泡泡園區的人員沒有2019冠状病毒病確診的紀錄。

## 停賽
2020年3月11日，犹他爵士中鋒鲁迪·戈贝尔在客場出戰俄克拉何马城雷霆前19小時確診2019冠状病毒病，NBA宣布2019–20年賽季停賽。6月4日，NBA理事會以29票對1票（唯一反對的是波特兰开拓者的代表）通過在奧蘭多華特迪士尼世界恢復2019–20年賽季，先前曾考慮過拉斯维加斯和休斯敦作為復賽地點。6月5日，美國國家籃球協會球員工會（NBPA）批准與NBA的談判結果。

## 復賽
2020年6月17日，NBPA發佈一份醫療協定，確保所有人員在復賽期間的健康安全。為了防止2019冠状病毒病爆發，這份協定包括復賽開打前與復賽期間定期進行2019冠状病毒病检测，隨時配戴面罩或口罩並保持社交距離。同時被球隊認定為「高風險群體」的教練，或在賽季停賽之前就遭遇提前結束賽季（season-ending）傷病的球員，將不允許參加復賽，但不會因此損失任何薪水。任何經醫療檢查後為健康的球員也可以拒绝參加復賽，但會失去相應的薪水。
此份協定的六大階段：
- 第一階段（6月12至6月22日）：球員需回到球隊所屬主場的城市[11]。
- 第二階段（6月23至6月30日）：球隊將會為每位球員與隊職員進行2019冠状病毒病检测[11]。
- 第三階段（7月1至7月11日）：所有球員只能進行個人訓練[11]。
- 第四階段（7月7至7月21日）：球員以球隊形式前往華特迪士尼世界，並能夠在華特迪士尼世界開始進行團隊訓練。當球隊抵達奧蘭多，球員與隊職員要被隔離在自己的房間，直到24小時內兩次聚合酶链式反应（PCR）檢驗後都呈現陰性[11]。復賽期間球員與隊職員需定期進行2019冠状病毒病检测。當有球員檢測為陽性，為了避免是偽陽性而被隔離並再一次檢測。若確定確診2019冠状病毒病，球員將為了恢復健康隔離14天[13]。球員與隊職員不得進入他人的房間，也不能與入住在不同飯店大樓的球隊成員往來。他們允許在飯店「泡泡」中飲食與進行娛樂活動。但他們除了在進食的時候，其餘時間需在室內配戴口罩。任何未經事先批准而離開「泡泡」的人員須被隔離至少10天[13]。
- 第五階段（7月22至7月29日）：球隊與其他同間飯店大樓的球隊進行三場熱身賽[11]。
- 第六階段（7月30日至10月13日）：每支球隊結束賽季後，球員與隊職員在離開園區之前，必須進行最後一次2019冠状病毒病检测[13]。

NBA因球迷無法親臨現場而在球場旁裝設17-英尺（5.2-）螢幕，顯示觀眾經由Microsoft Teams的視訊畫面。
7月30日，賽季如計畫般恢復開打，犹他爵士擊敗新奥尔良鹈鹕以及洛杉矶湖人擊敗洛杉矶快船。泡泡園區賽事在華特迪士尼世界ESPN體育大世界園區的惠普運動大樓、Visa公司運動中心、AdventHealth場館三個場館進行。

## 第二個泡泡園區提案
NBA曾考慮在芝加哥籌辦第二個泡泡園區，讓未受邀參加泡泡園區的八支球隊，在2020年3月停賽至12月2020–21年賽季開打前能夠進行對抗賽，但此計畫最終未能成行。雖然曾有報導表示，這八支球隊於季後賽結束後，會有機會加入奧蘭多泡泡園區，但這同樣沒有實現。
2020年8月20日，NBA和NBPA宣佈一項協議，這八支球隊可以於9月4日至10月10日在各自的練習場館進行團隊訓練。

## 規範
NBA為了嘗試挽救賽季未完成的部份，而製作一本超過100頁用來保護球員的規範指南。規範包括隔離時間、檢驗要求與潛在的金錢開罰。任何球員在比賽進行期間被要求隔離時，必須為了完成隔離而放棄參加比賽。NBA設立一條熱線，允許人員匿名檢舉違反規範的球員。球員在飲食和運動以外的時間都須配戴口罩。儘管在園區內的工作人員不被要求須隔離檢疫，但他們也必須隨時隨地配戴口罩和手套。球員不一定要參加泡泡園區，至少有十名球員婉拒加入球隊前往泡泡園區。沒有任何人員會有房客上門，而所有食物都是在泡泡園區內準備的。只有四名球員因違反泡泡園區的規範而受罰：路·威廉姆斯、里喬恩·霍姆斯、布魯諾·卡波克洛和達努埃爾·豪斯。

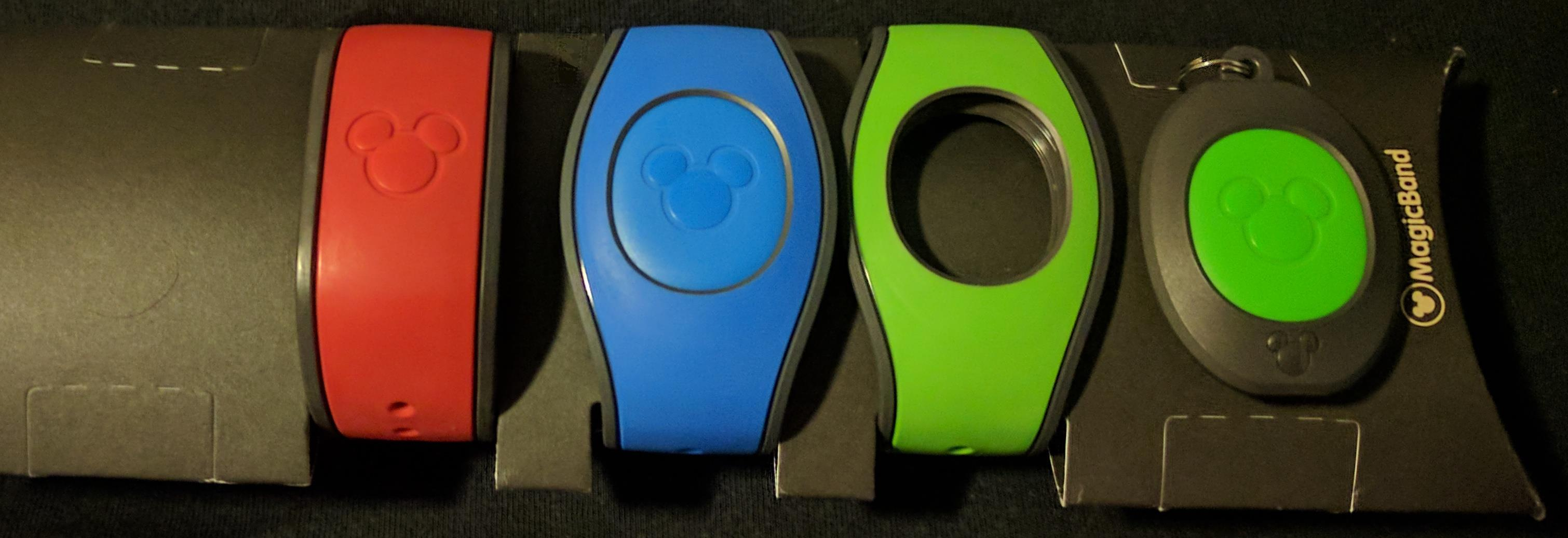
迪士尼MagicBands

球員可以使用迪士尼的眾多設施，如游泳池、高爾夫球場、自行車、遊戲區域、理髮師、保齡球場、乒乓球場和水療服務等。具有射频识别功能的MagicBands（通常在華特迪士尼世界被當作飯店鑰匙，在主題公園的設施則用作門票使用），在泡泡園區被應用為簽到和接觸者追蹤，如果有人員沒完成日常健康監測檢查，可用來限制進入練習設施和球場。

## 對媒體製作的影響
轉播單位ESPN與透納跟NBA合作，在比賽場館內設立100多顆鏡頭。ESPN還額外增加其他角度鏡頭，包括在球場一側的「軌道鏡頭（rail cam）」，另外還有罰球線鏡頭。ESPN和透納的製作人員、廣播主持人和體育評述員都會在現場轉播泡泡園區比賽。而透納的79歲評述員馬爾夫·阿爾伯特和ESPN的87歲評述員胡比·布朗，以高歲數可能因確診2019冠状病毒病而患上嚴重疾病為由婉拒前往泡泡園區。

## 成效
泡泡園區證明防止2019冠状病毒病的傳播極為有效。在7月30日復賽之前，連續兩週都沒有球員對2019冠状病毒病呈陽性反應。截至8月19日，連續5週沒有球員2019冠状病毒病檢測呈陽性。從8月31日開始，球員允許支付一間客房，讓家屬或能證明與球員有長期關係的非家庭成員入住，而他們到達園區後須隔離一週。10月11日，賽季結束時整個泡泡園區沒有2019冠状病毒病確診的紀錄。

## 迴響
對於NBA實行泡泡園區復賽的決定，起初球員與教練的迴響不一，一些球員稱泡泡園區為牢獄之災。則有些球員抱怨食物，费城76人中鋒乔尔·恩比德展示個人的飯菜，表示他「肯定要瘦了50磅」，這也在抱怨他的體重會影響他在球場上的表現。奥兰多魔术前鋒亞倫·高登在抵達泡泡園區後表示感覺「很奇怪」，而犹他爵士後衛迈克·康利則用「夢幻般（surreal）」來形容他的感覺。NBA主席蕭華在例行賽接近結束時表示，「泡泡園區比我們設想的還要好」。
迈阿密热火前鋒吉米·巴特勒利用在泡泡園區的機會開設一家咖啡店，每杯咖啡收取20美元。吉米·巴特勒也是少數不讓家庭成員前往泡泡園區的球員，他則表示自己是在泡泡園區中出差。
包括保罗·乔治在內幾位球員，曾對於泡泡園區會如何影響精神健康發表意見。

## 時程表
下列為泡泡園區的時程表：
| 階段                 | 日期              |
| -------------------- | ----------------- |
| 訓練營               | 7月9日至7月11日   |
| 熱身賽               | 7月22日至7月28日  |
| 種子賽（例行賽）     | 7月30日至8月14日  |
| 附加賽（如果有必要） | 8月15日至8月16日  |
| 季後賽第一輪         | 8月17日至9月2日1  |
| 分區準決賽           | 8月31日至9月13日  |
| 分區決賽             | 9月15日至9月28日  |
| NBA總決賽            | 9月30日至10月11日 |

1原定8月17日至8月30日，但罷賽風波導致季後賽第一輪的最後一場比賽，休士頓火箭與奧克拉荷馬城雷霆的第七戰於9月2日才進行。

## 場館
除了在ESPN體育大世界園區的三個球場舉辦比賽之外，還根據球隊進入泡泡園區之前的戰績安排，選擇三個華特迪士尼世界的飯店作為球隊住宿地點。雖然各隊在同個球場比賽，但泡泡園區還是保持NBA的主客場傳統。比賽轉播會在球場的地板上置入主場球隊的標識、主場館的名稱和廣告，類似於國家美式橄欖球聯盟的轉播。

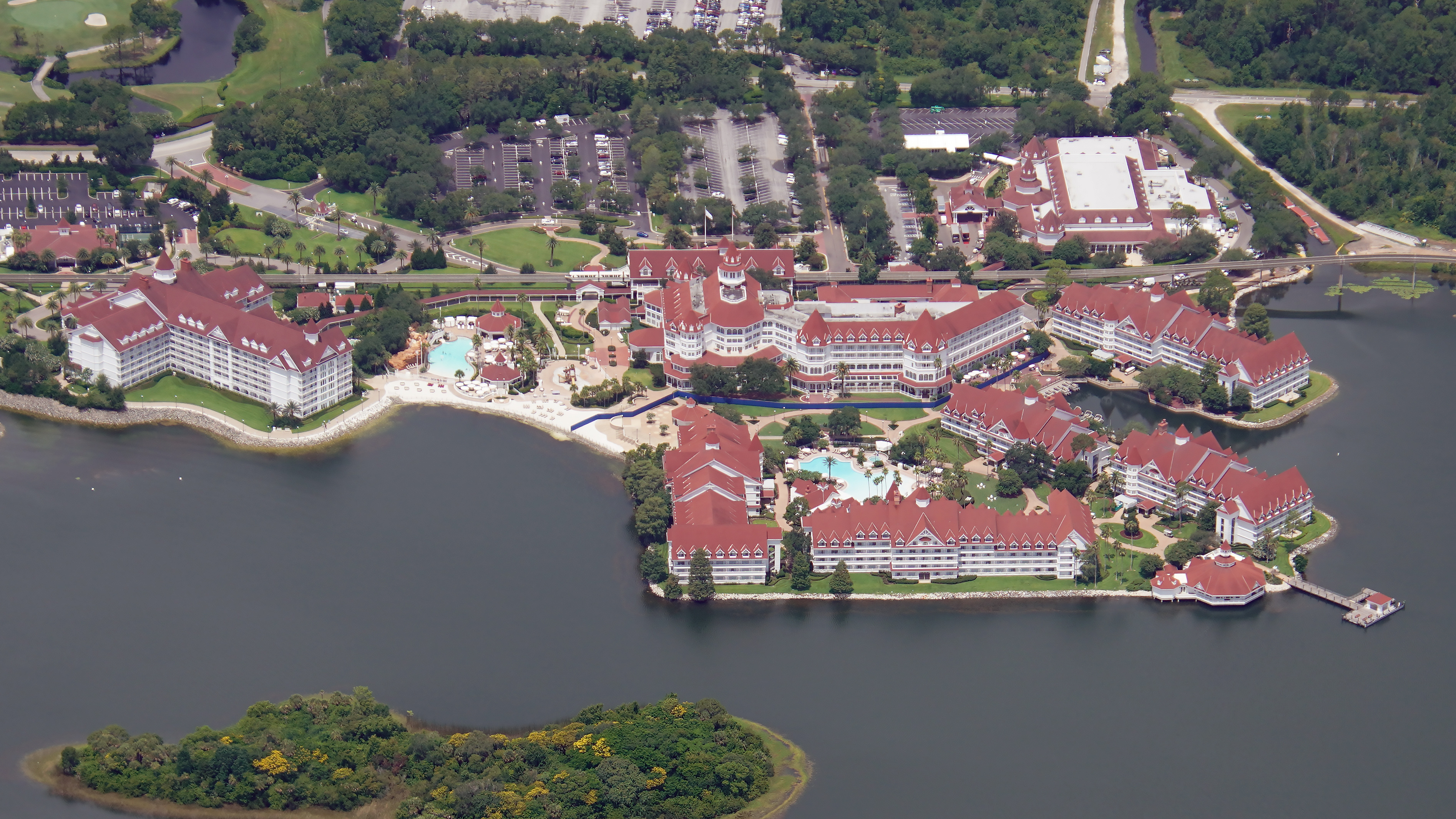
圖中的藍色圍欄隔離球員彼此寄宿的地方

| 位置                                   | 用途             | 場館                   | 用途 |
| -------------------------------------- | ---------------- | ---------------------- | --- |
| AdventHealth場館                       | 比賽             | ESPN體育大世界園區     | 主球場，使用於全國電視轉播的比賽，包括分區決賽之後的所有比賽。                                                                                             |
| 惠普運動大樓                           | 比賽             | ESPN體育大世界園區     | 第二球場，使用於分區決賽之前的比賽。 |
| Visa公司運動中心                       | 比賽             | ESPN體育大世界園區     | 第三球場，使用於非全國電視轉播的比賽。 |
| 迪士尼大佛羅里達渡假飯店與休閒健身中心 | 住宿             | 神奇王國渡假園區       | 奥兰多魔术、俄克拉何马城雷霆、费城76人、休斯敦火箭、印第安纳步行者、達拉斯獨行俠、布鲁克林篮网和孟菲斯灰熊的住宿地點。波特兰开拓者在挺進季後賽則搬進此處。 |
| 迪士尼遊艇俱樂部渡假飯店               | 住宿             | 艾波卡特渡假園區       | 波特兰开拓者、沙加緬度國王、新奥尔良鹈鹕、圣安东尼奥马刺、菲尼克斯太阳和华盛顿奇才的住宿地點。                                                             |
| 迪士尼科羅納多溫泉渡假飯店             | 住宿以及訓練設施 | 迪士尼動物王國渡假園區 | 洛杉矶湖人、密尔沃基雄鹿、多伦多猛龙、洛杉矶快船、波士顿凯尔特人、丹佛掘金、犹他爵士和迈阿密热火的住宿地點。各隊的訓練地點都在此處。                       |

## 參加球隊與結果

### 種子排名
| # | 球隊               | 整體 | 整體 | 整體 | 整體 | 整體 | 種子賽 | 種子賽 | 種子賽 |
| # | 球隊               | 勝   | 敗   | 勝率 | 勝差 | 已賽 | 勝     | 敗     | 勝率   |
| - | ------------------ | ---- | ---- | ---- | ---- | ---- | ------ | ------ | ------ |
| 1 | z – 密尔沃基雄鹿*  | 56   | 17   | .767 | –    | 73   | 3      | 5      | .375   |
| 2 | y – 多伦多猛龙*    | 53   | 19   | .736 | 2.5  | 72   | 7      | 1      | .875   |
| 3 | x – 波士顿凯尔特人 | 48   | 24   | .667 | 7.5  | 72   | 5      | 3      | .625   |
| 4 | x – 印第安纳步行者 | 45   | 28   | .616 | 11.0 | 73   | 6      | 2      | .750   |
| 5 | y – 迈阿密热火*    | 44   | 29   | .603 | 12.0 | 73   | 3      | 5      | .375   |
| 6 | x – 费城76人       | 43   | 30   | .589 | 13.0 | 73   | 4      | 4      | .500   |
| 7 | x – 布鲁克林篮网   | 35   | 37   | .486 | 20.5 | 72   | 5      | 3      | .625   |
| 8 | x – 奥兰多魔术     | 33   | 40   | .452 | 23.0 | 73   | 3      | 5      | .375   |
| 9 | o – 华盛顿奇才     | 25   | 47   | .347 | 30.5 | 72   | 1      | 7      | .125   |

| #  | 球隊                 | 整體 | 整體 | 整體 | 整體 | 整體 | 種子賽 | 種子賽 | 種子賽 |
| #  | 球隊                 | 勝   | 敗   | 勝率 | 勝差 | 已賽 | 勝     | 敗     | 勝率   |
| -- | -------------------- | ---- | ---- | ---- | ---- | ---- | ------ | ------ | ------ |
| 1  | c – 洛杉矶湖人*      | 52   | 19   | .732 | –    | 71   | 3      | 5      | .375   |
| 2  | x – 洛杉矶快船       | 49   | 23   | .681 | 3.5  | 72   | 5      | 3      | .625   |
| 3  | y – 丹佛掘金*        | 46   | 27   | .630 | 7.0  | 73   | 3      | 5      | .375   |
| 4  | y – 休斯敦火箭*      | 44   | 28   | .611 | 8.5  | 72   | 4      | 4      | .500   |
| 5  | x – 俄克拉何马城雷霆 | 44   | 28   | .611 | 8.5  | 72   | 4      | 4      | .500   |
| 6  | x – 犹他爵士         | 44   | 28   | .611 | 8.5  | 72   | 3      | 5      | .375   |
| 7  | x – 達拉斯獨行俠     | 43   | 32   | .573 | 11.0 | 75   | 3      | 5      | .375   |
| 8  | x – 波特兰开拓者     | 35   | 39   | .473 | 18.5 | 74   | 6      | 2      | .750   |
| 9  | p – 孟菲斯灰熊       | 34   | 39   | .466 | 19.0 | 73   | 2      | 6      | .250   |
| 10 | o – 菲尼克斯太阳     | 34   | 39   | .466 | 19.0 | 73   | 8      | 0      | 1.000  |
| 11 | o – 圣安东尼奥马刺   | 32   | 39   | .451 | 20.0 | 71   | 5      | 3      | .625   |
| 12 | o – 沙加緬度國王     | 31   | 41   | .431 | 21.5 | 72   | 3      | 5      | .375   |
| 13 | o – 新奥尔良鹈鹕     | 30   | 42   | .416 | 22.5 | 72   | 2      | 6      | .250   |

註記
- z – 取得聯盟最佳戰績
- c – 取得分區最佳戰績
- y – 取得分組最佳戰績
- x – 取得季後賽資格
- p – 晉級附加賽
- o – 無緣季後賽
- * – 取得分組冠軍

### 附加賽

#### 西區：（8）波特兰开拓者 vs.（9）孟菲斯灰熊
若要取得第八種子，波特兰开拓者只需一場勝利，而孟菲斯灰熊須獲得兩場勝利。
| 8月15日 |

| 詳細數據 |

| 孟菲斯灰熊 122–126 波特兰开拓者                                               |  |                                                                                  |
| 每節分數： 19–31、33–27、42–31、28–37                                         |  |                                                                                  |
| 得分： 賈·莫蘭特（35） 篮板： 约纳斯·瓦兰丘纳斯（17） 助攻： 凯尔·安德森（9） |  | 得分： 達米安·里拉德（31） 篮板： 優素福·諾基奇（21） 助攻： 達米安·里拉德（10） |

## 種子賽獎項
| 獎項         | 得獎者                  | 球隊           |
| ------------ | ----------------------- | -------------- |
| 最有價值球員 | 達米安·里拉德           | 波特兰开拓者   |
| 最佳教練     | 蒙特·威廉斯             | 菲尼克斯太阳   |
| 最佳陣容一隊 | 德文·布克               | 菲尼克斯太阳   |
| 最佳陣容一隊 | 卢卡·东契奇             | 達拉斯獨行俠   |
| 最佳陣容一隊 | 詹姆斯·哈登             | 休斯敦火箭     |
| 最佳陣容一隊 | 達米安·里拉德           | 波特兰开拓者   |
| 最佳陣容一隊 | T·J·華倫                | 印第安纳步行者 |
| 最佳陣容二隊 | 揚尼斯·安戴托昆波       | 密尔沃基雄鹿   |
| 最佳陣容二隊 | 科怀·伦纳德             | 洛杉矶快船     |
| 最佳陣容二隊 | 卡里斯·勒弗特           | 布鲁克林篮网   |
| 最佳陣容二隊 | 小迈克尔·波特           | 丹佛掘金       |
| 最佳陣容二隊 | 克里斯塔普斯·波爾津吉斯 | 達拉斯獨行俠   |

## 社會運動
NBA、NBPA與各隊在乔治·弗洛伊德之死引发的示威活动持續進行之際合作，使用泡泡園區作為「Black Lives Matter」的發聲平台。球員們在賽前熱身與坐在板凳席時，都穿著印有「Black Lives Matter」的衣服。而所有比賽球場則畫上「Black Lives Matter」。此外球員們還可以為了支持「Black Lives Matter」運動，選擇使用自己認為有意義的聲明（statement）來代替球衣背後的名字。
由非裔美國藝術家預先錄製賽前的國歌。喬納森·艾薩克出於宗教原因，成為首位在歌唱國歌期間選擇站立，並不穿著「Black Lives Matter」衣服的球員。即使其他球員不同意他，但也尊重他的決定。迈阿密热火球員梅耶斯·雷納德則出於對軍隊的支持，選擇在歌唱國歌期間站立，並將手置於心臟前方。圣安东尼奥马刺總教練格雷格·波波维奇則坦率支持「Black Lives Matter」，女教練贝姬·哈蒙出於個人理由選擇在歌唱國歌期間站立。俄克拉何马州众议院的共和黨州議員史恩·羅伯茲，威脅俄克拉何马城雷霆在歌唱國歌期間不允許下跪，否則將取消球隊稅收減免的優惠。而俄克拉何马城雷霆和對手猶他爵士的所有球員與教練都選擇在歌唱國歌期間下跪。
8月26日，密爾沃基公鹿為了回應在威斯康辛州基诺沙發生的雅各布·布莱克枪击事件選擇罷賽抗議。同天NBA宣布，鑑於密爾沃基公鹿的決定，當天的比賽都全數延期。NBPA則召開會議解決罷賽的情況，洛杉磯湖人和洛杉磯快艇都投票不參與本賽季剩餘的比賽，其他球隊則投票繼續比賽。8月27日，球員們同意繼續進行季後賽，但原定於當天的比賽也都全數延期。8月29日，季後賽恢復進行，NBA與NBPA就社會正義改革達成三項承諾，包括之後球隊的主場館作為2020年美國選舉的投票場所。

## 外部連結
- Coronavirus: Know The Facts（页面存档备份，存于）（NBA.com）